# 李進 (經理人)
李進（1960年—），香港演藝界幕後人員，1978年高中畢業後替獨立公司推廣搖滾樂，同時在的士高兼任唱片騎師，1980年任職商業電台節目監製及唱片騎師，及後於1983年加入華星唱片經理人部門。1991年，李進自組經理人公司，曾經擔任藝人黎明的經理人，1995年跳槽到華納唱片任職董事總經理，1999年獲楊受成邀請出任英皇娛樂執行董事兼行政總裁，2001年至2008年於大國文化集團擔任行政總裁，其後淡出娛樂圈，在其位於元朗圍村的祖屋從事園藝和耕種。李進於2001年與香港跨媒體創作人李敏結婚，二人育有2名女兒，長女李賞於2018年加入娛樂圈成為演員。

## 經理人工作
李進入行初期曾經任職唱片騎師及音樂推廣工作，其後在劉培基的鼓勵下轉職經理人，1983年，李進加入華星唱片經理人部門，負責管理公司旗下的歌手，為他們尋找演出機會，他曾經擔任歌手梅艷芳的經理人，以及負責呂方、杜德偉、蘇永康和許志安等歌手的工作事宜，志願成為獨立的經理人。李進在任職華星唱片期間注意到當時仍屬新人的黎明不獲公司重視，他認為黎明是個具有發展潛力的藝人，惟當時李進並非獨立經理人，不能決定藝人所有的工作，因此計劃開設自己的經理人公司，其後與朋友合夥成立百仕活娛樂事業有限公司，另一方面，歌唱老師戴思聰和蔡國權推薦黎明簽約寶麗金唱片，以及與百仕活娛樂事業有限公司洽談經理人合約事宜，並要求李進和蔡國權合作協助解除黎明與華星唱片的經理人合約，經商討後，李進決定代表華星唱片與黎明解約，其後於1991年成為了黎明的經理人，負責黎明的一切演藝事務。1995年，李進退股負責為黎明安排工作的百事活娛樂事業有限公司，並於同年4月3日跳槽到華納唱片擔任董事總經理，轉而成為鄭秀文的經理人。

## 爭議事件
2003年，香港廉政公署發起舞影行動，拘捕多名媒體機構及唱片公司高層，當時任職大國文化集團行政總裁的李進也是其中之一，其後獲准保釋候查，事件涉及娛樂圈行賄、買獎等醜聞，後來因廉政公署在拘捕過程中程序出錯，未能成功檢控被捕人士，事件最終不了了之。2010年，有雜誌報導李進與其兄長為了元朗逢吉鄉的圍村地業權而反目，雙方各執一詞，並曾經採取法律行動。